# Réalmont
Réalmont, okcitánsky Reialmont, je francouzské město v centru departementu Tarn v regionu Midi-Pyrénées. Rozkládá se asi dva kilometry od řeky Dadou. Obci dominuje vrch Caylou s křížem na vrcholu. Její jméno je odvozeno od mont réal – královský vrch.

## Památky
V obci je středověká pevnost, zbytky opevnění a kostel Nanebevzetí Panny Marie. Historicky oceňovaná je kašna Fréjaire.

## Demografie
Počet obyvatel

## Osobnosti obce
- Guillaume Rondelet (1507 – 1566), přírodovědec
- Jean de Coras (1515 - 1572), hummanista
- Louisa Paulin (1888 - 1944), básnířka